# Plexippus pokharae
Plexippus pokharae är en spindelart som beskrevs av Zabka 1990. Plexippus pokharae ingår i släktet Plexippus och familjen hoppspindlar. Inga underarter finns listade i Catalogue of Life.